# Iglesia del Señor de la Exaltación
La Iglesia del Señor de la Exaltación es un templo católico inaugurado en 1956, está ubicado en la av. Ormachea entre calle 8 y 9 de Obrajes en la ciudad de La Paz (Bolivia).
Pertenece al Conjunto Patrimonial de Obrajes y fue declarada como Patrimonio Arquitectónico y Urbano de la ciudad de la Paz por la Ley Municipal Autonómica N.º 107.

## Historia
Surge durante la época colonial por la influencia de propietarios religiosos y gente influyente de la zona de Obrajes. En 1803, la señora Teresa Villaverde mando edificar el primer templo de Obrajes en la hacienda de las Carmelitas, sitio que fue reservado por la señora Teresa para la construcción de este nuevo templo.
Durante el siglo XIX, el templo cambio de nombre de Nuestra Señora de la Asunción a Santa Bárbara. En 1837, el templo se derrumbó producto de un hundimiento.
Finalmente, se nombró Iglesia del Señor de la Exaltación en 1928, cuando la parroquia queda a cargo de los Padres Pasionistas españoles, quienes fueron responsables de las parroquias de la zona Sur. El primer párroco de la Iglesia fue el Padre Arsenio Sainz Barcenilla.
En 1942 se inició la construcción de la actual infraestructura del templo y fue inaugurado en 1956. El templo es de estilo neo romano; fue diseñado por el arquitecto Hugo López Videla.

## Arquitectura

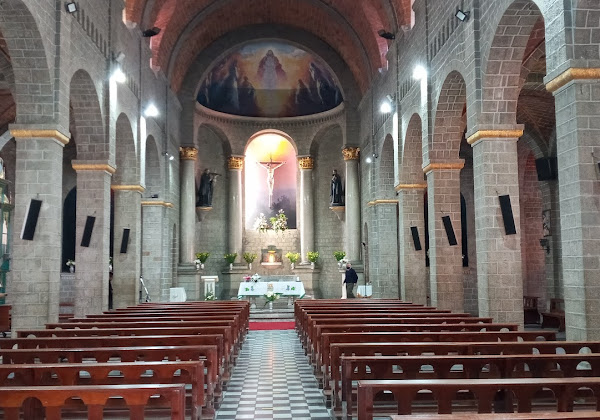
Vista Interior de la nave principal y el ábside

La Iglesia corresponde al estilo neo romano, construida con mampostería de piedra cortada y puertas de madera.La planta de la Iglesia es tipo basilical, tiene tres naves separadas por columnas con arcos de medio punto. Las cubiertas son de teja tipo colonial.
Se tiene vitrales con santos en las ventanas de las fachadas laterales

### Estructura
Las columnas son de sección cuadrada, el capitel es de orden dórico. La nave central tiene cubierta abovedada de cañón corrido y las naves laterales son de bóveda de arista de ladrillo pastelero.

### Portada
La iglesia tiene un campanario ubicado en la parte frontal y un óculo en la parte superior. El ingreso principal es en arco de medio punto arquivoltado con columnas adosadas, el fuste tiene esculturas y el capitel es de orden compuesto con volutas y hojas de acanto.

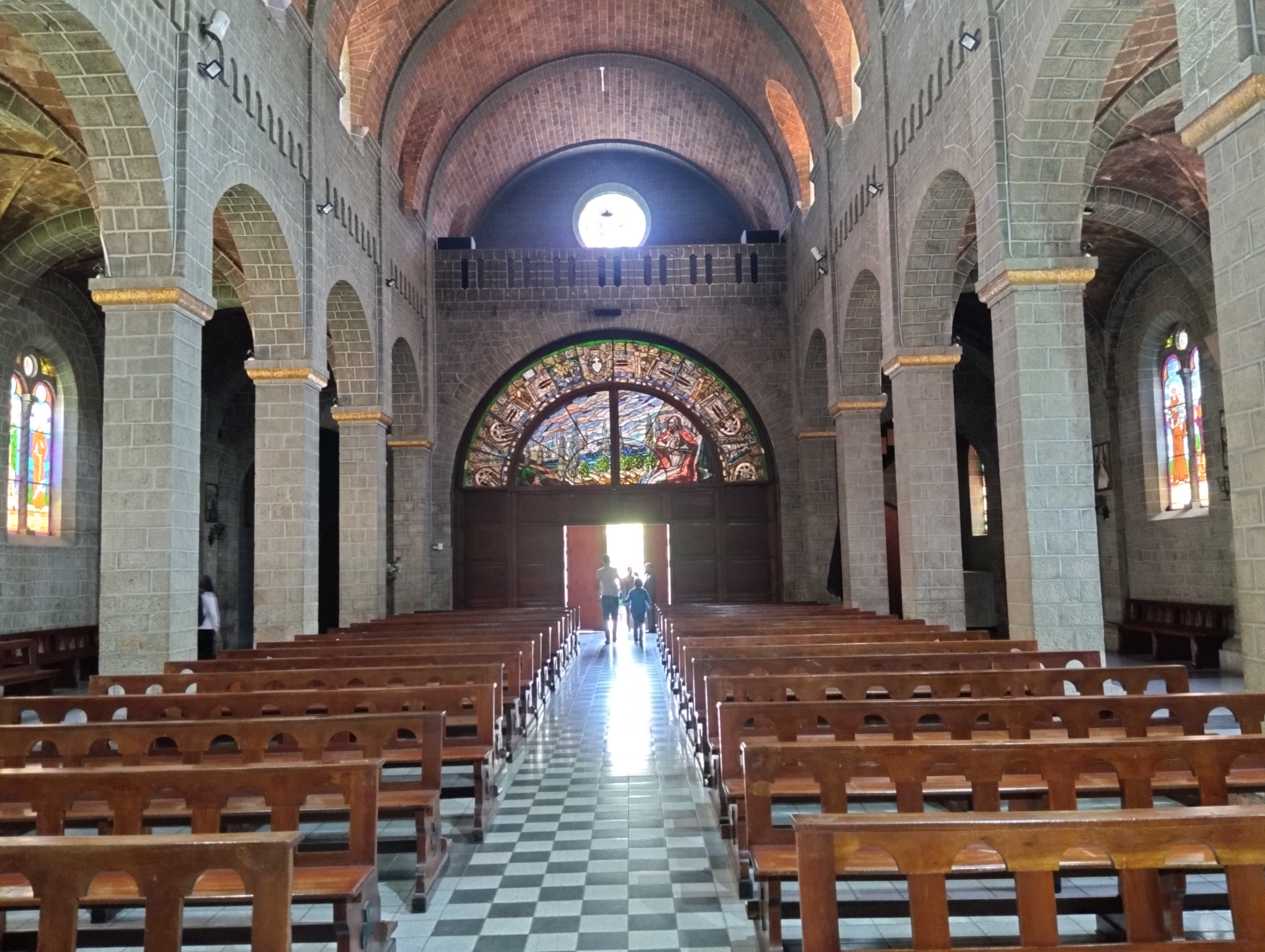
Vista interior del ingreso principal y el coro
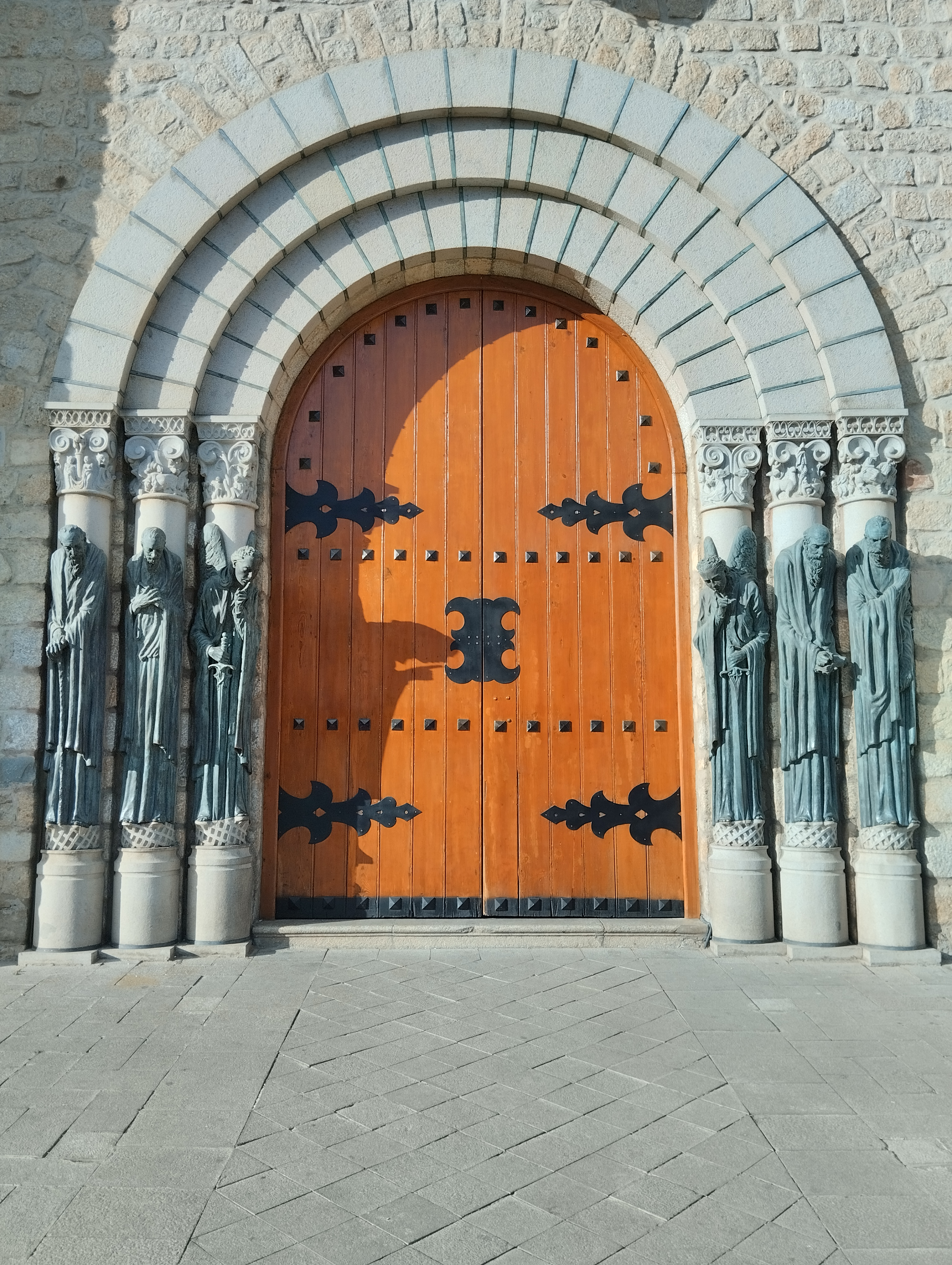
Detalle ingreso principal arquivoltado
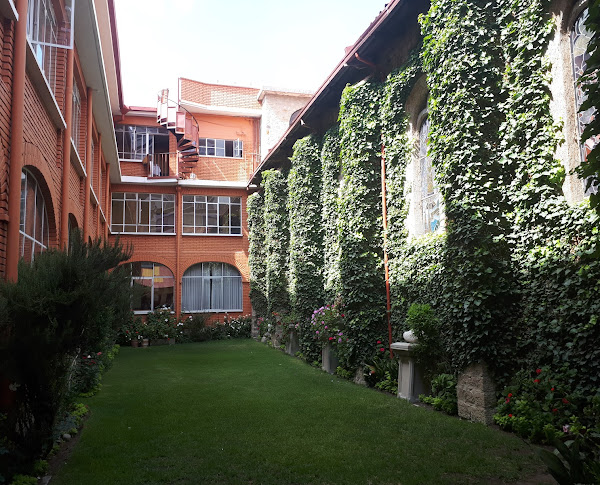
Vista del patio interior
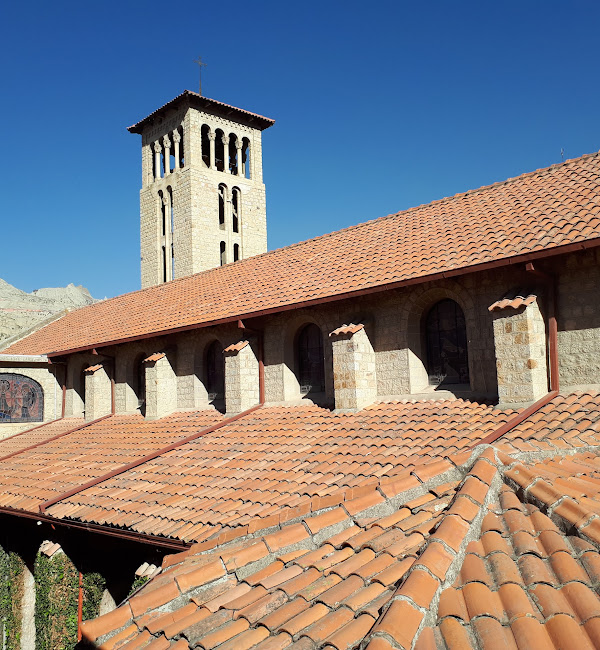
Vista de la cubierta de teja colonial
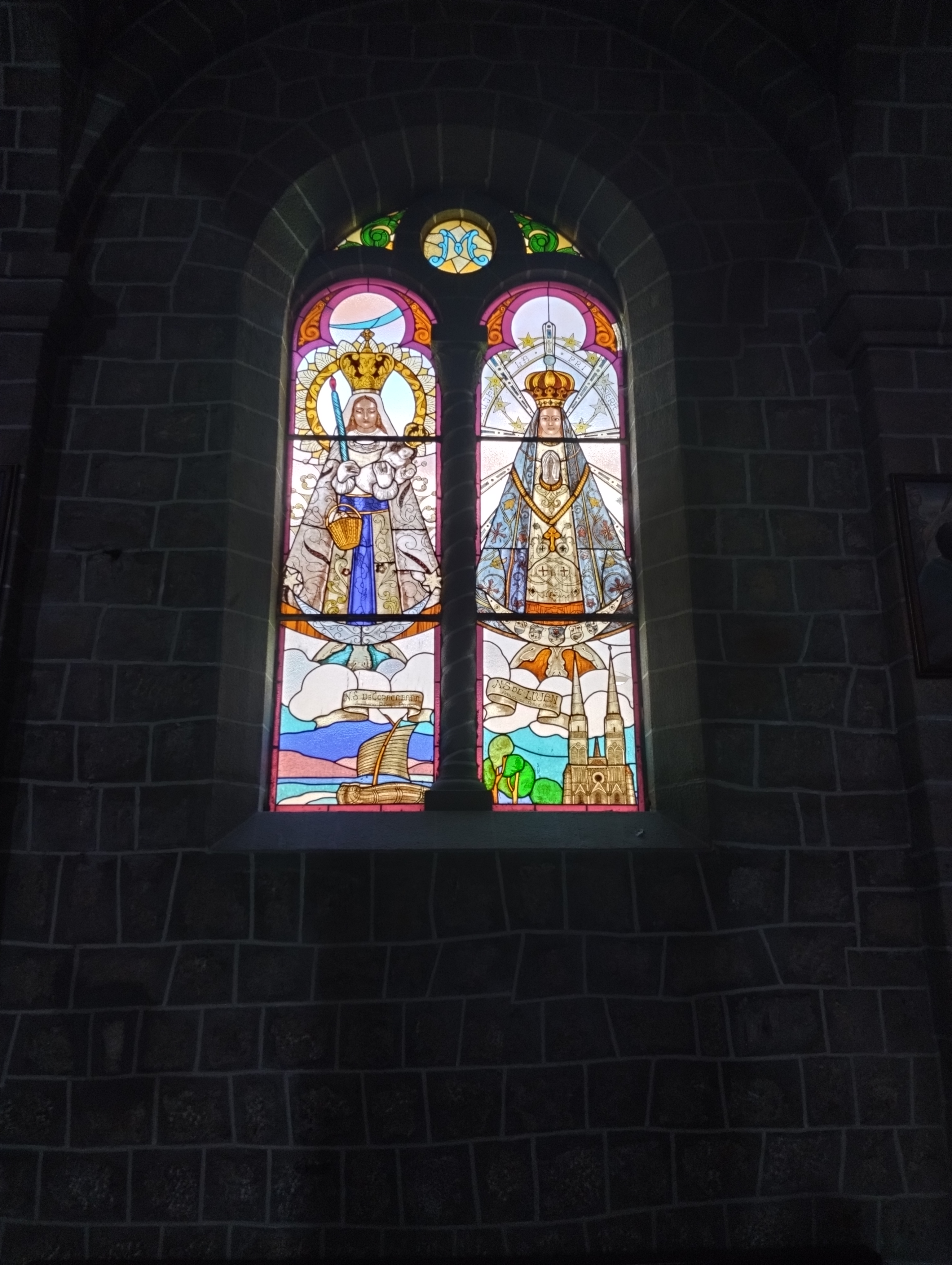
Detalle de ventanas de arco de medio punto y parte luz

## Arte

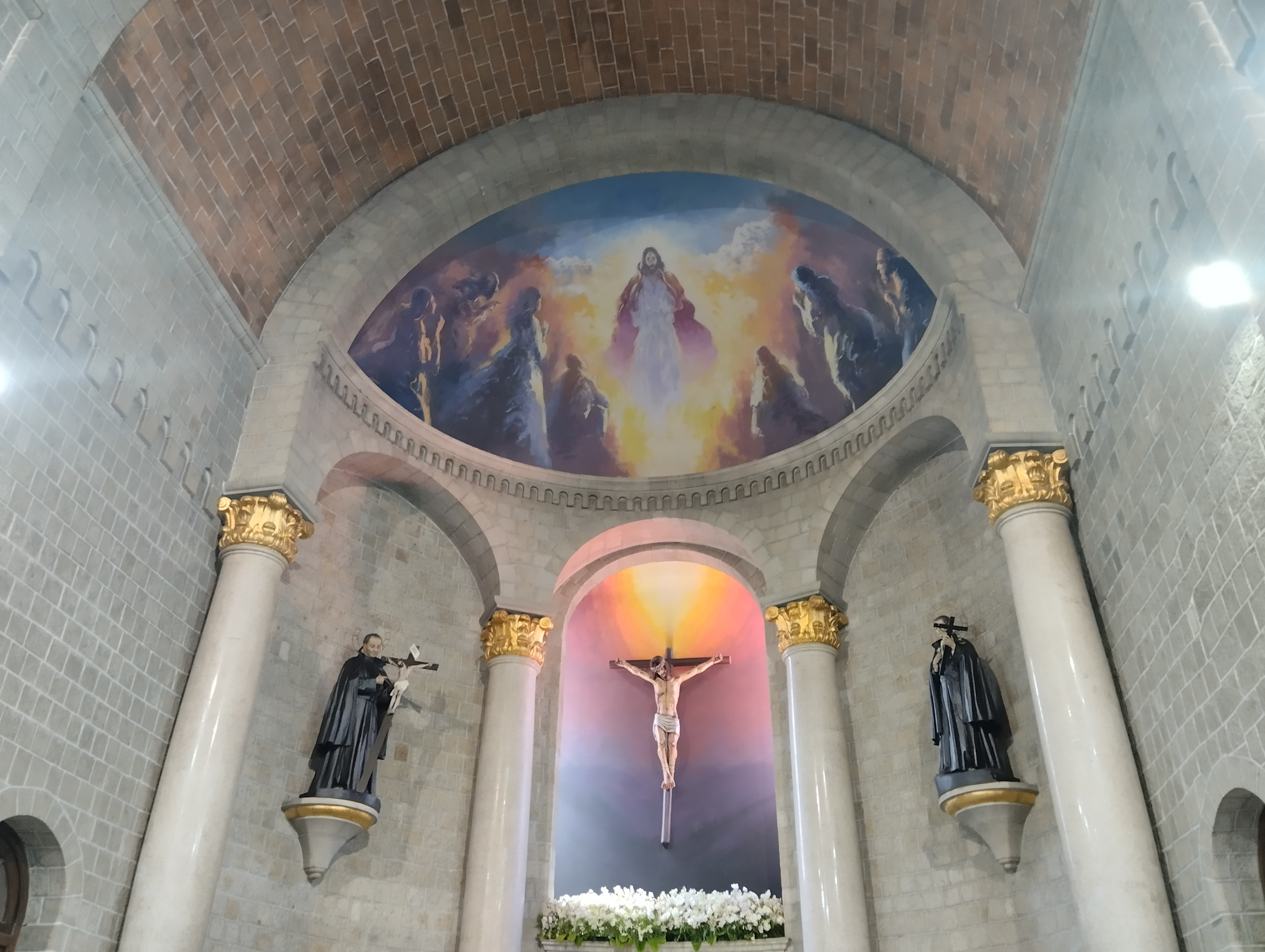
Detalle pintura mural en el presbiterio

La Iglesia es contenedora de varias piezas artísticas del arte sacro: pinturas, esculturas y un mural en el presbiterio.
Entre las esculturas se tienen tres imágenes de la Pasión de Cristo que guarda el templo:
- Señor de la Exaltación
- Señor del Santo Sepulcro
- Jesús Nazareno

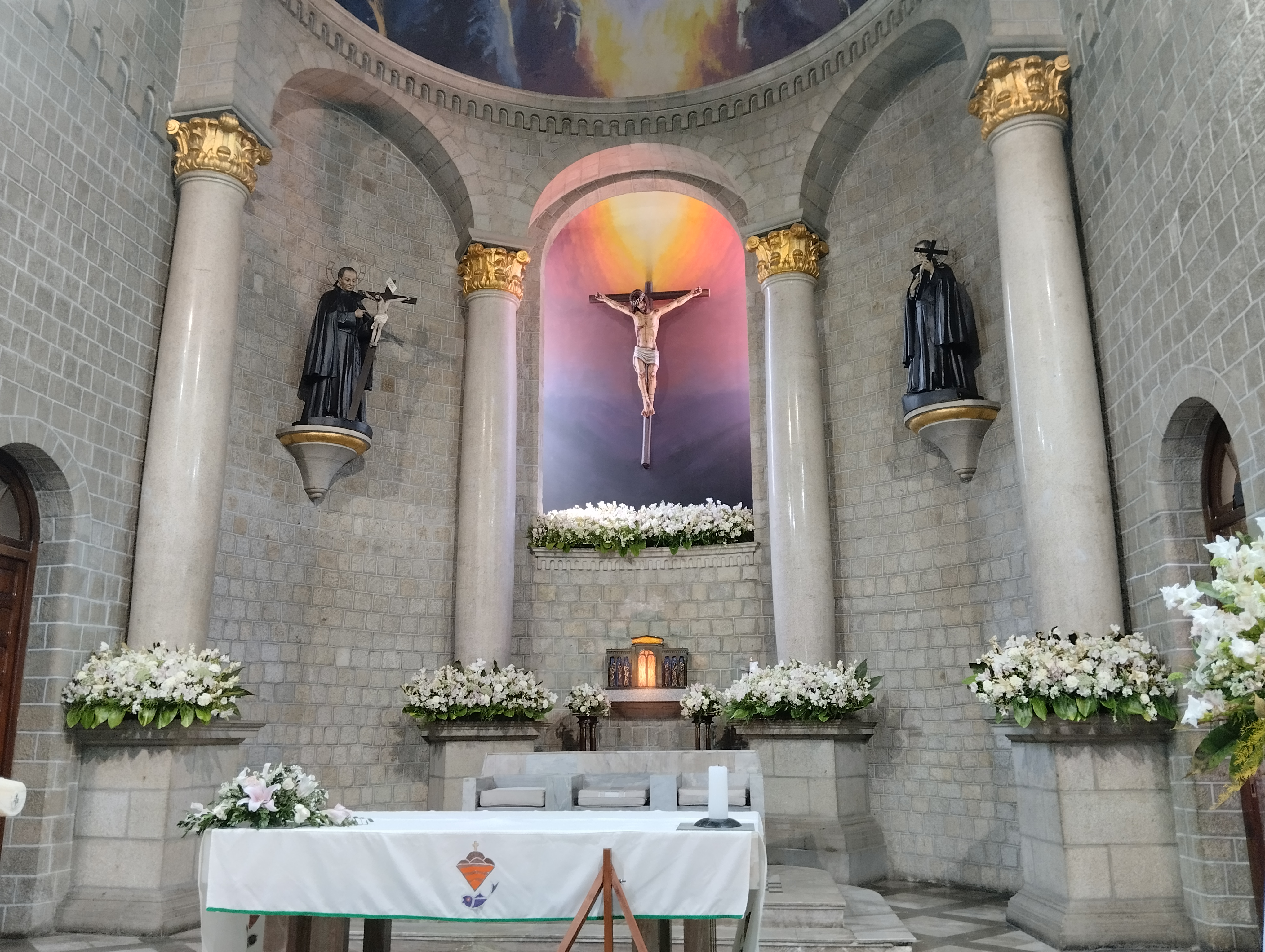
Imagen Señor de la Exaltación
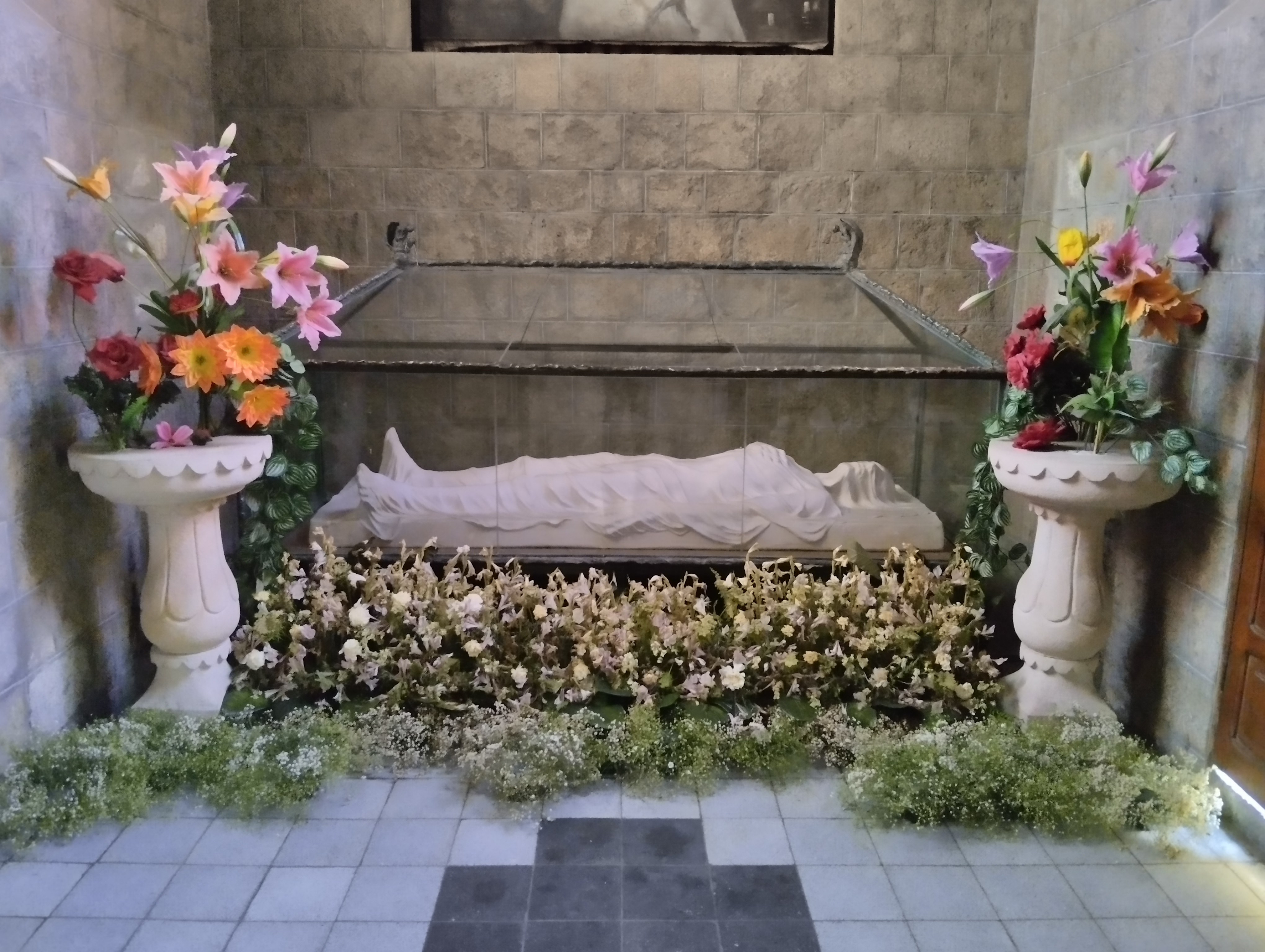
Imagen Santo Sepulcro
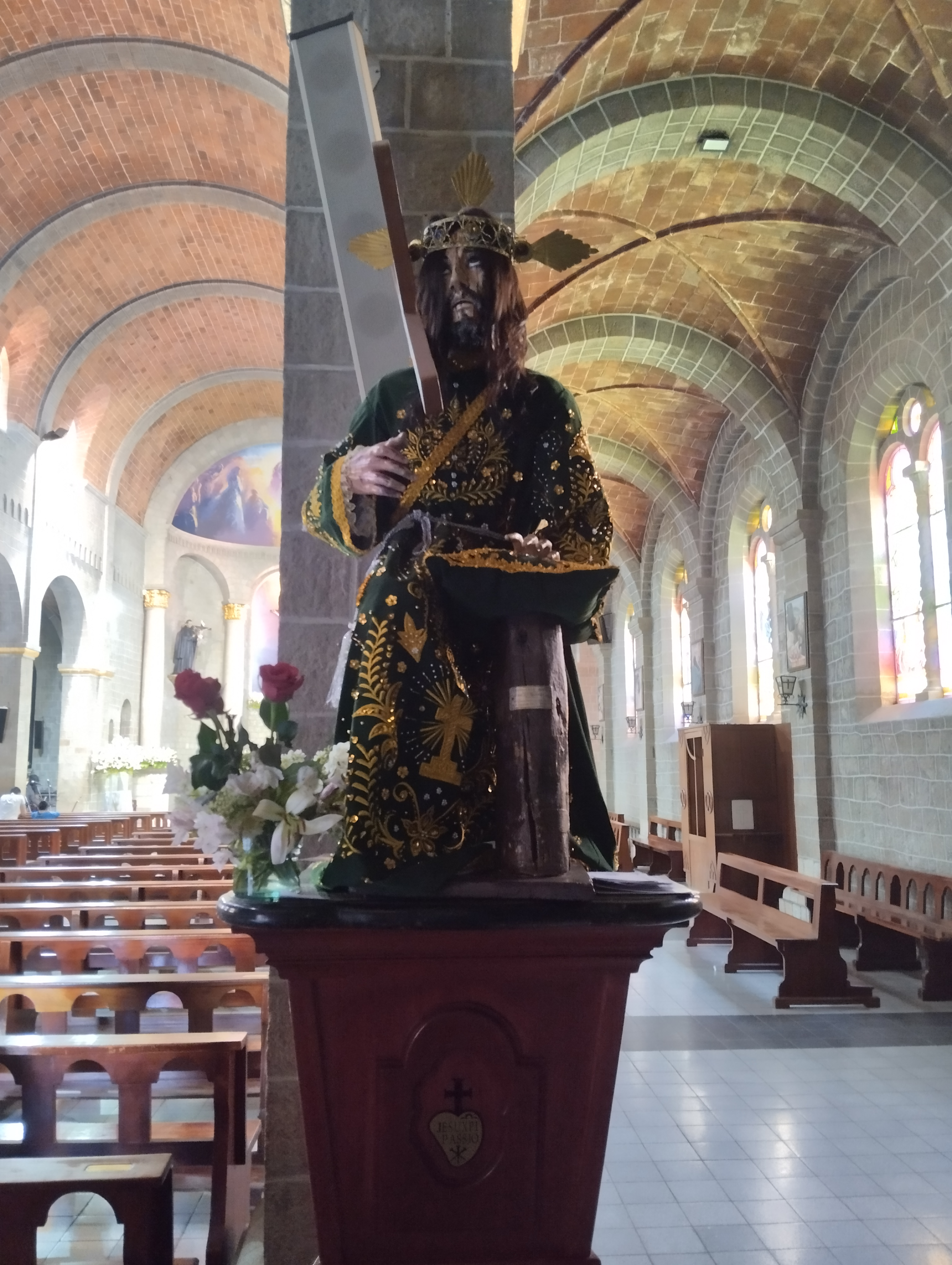
Imagen Jesús Nazareno
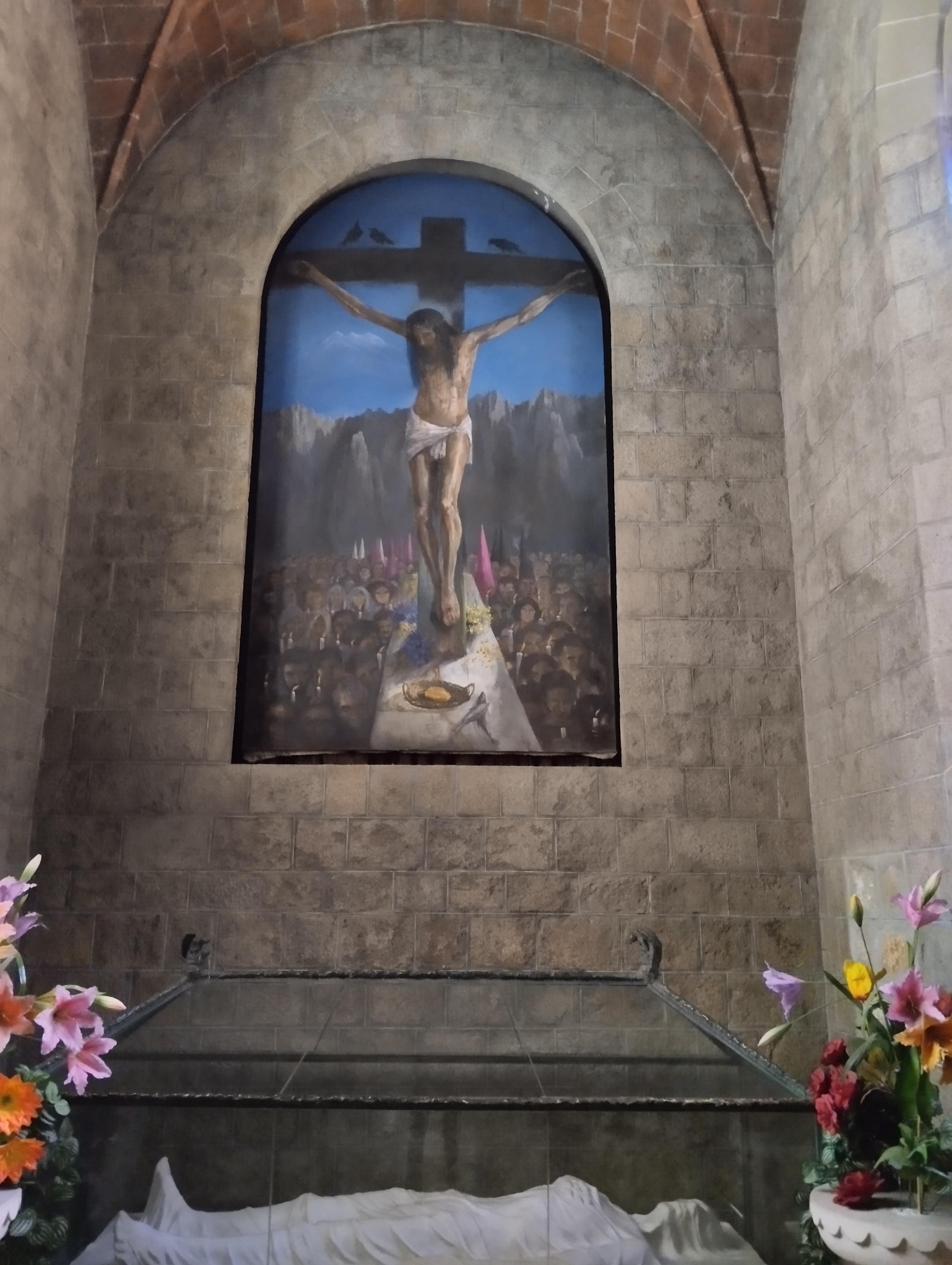
Pintura del arte sacro
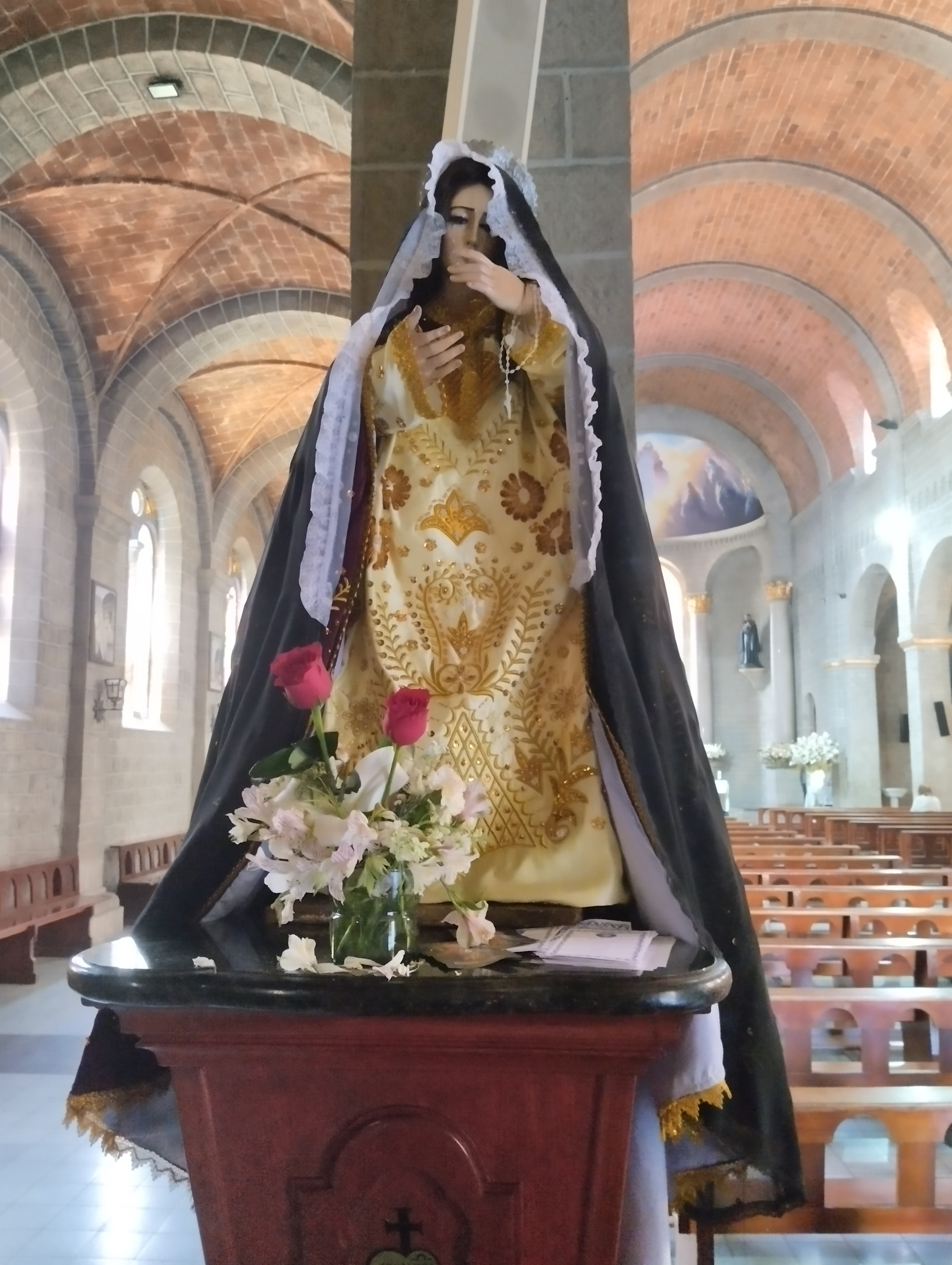
Imagen de la Virgen María

## Festividades

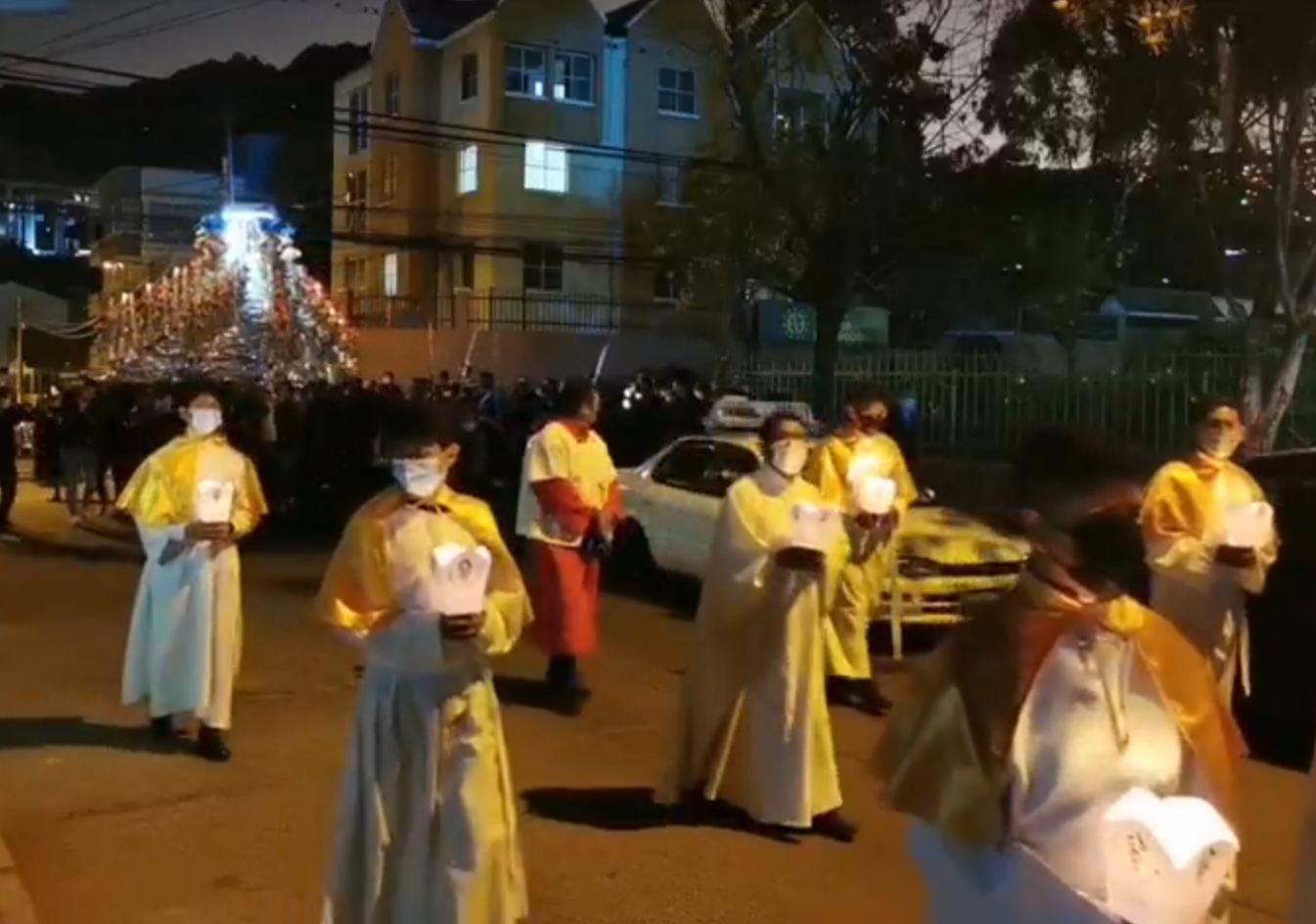
Procesión ecuestre con teas y faroles, en el fondo se puede observar la Anda de la Virgen María

- Entrada Folclórica: se realiza cada 14 de septiembre en la zona de Obrajes en devoción al Señor de la Exaltación.[5]
- Procesión ecuestre con teas y faroles: se realiza durante la celebración de Viernes Santo de Semana Santa, en el cual se levanta las Andas para la procesión con las imágenes de la Virgen María, Jesús Nazareno y del Señor del Santo Sepulcro.[6]
- Romería de Cuaresma: La Iglesia alberga a todos los peregrinos que llegan para renovar su fe y en señal de penitencia. El último día de Cuaresma, llegan a la Iglesia más de 4000 feligreses[7] que llegan de todas partes de la ciudad.